# 沙特阿拉伯簽證政策
沙特阿拉伯簽證要求旅客在出發前往該國前必須获得签证方能入境，符合免簽證要求者除外，所有外籍人士所持的護照有效期須多於6個月。

## 签证政策

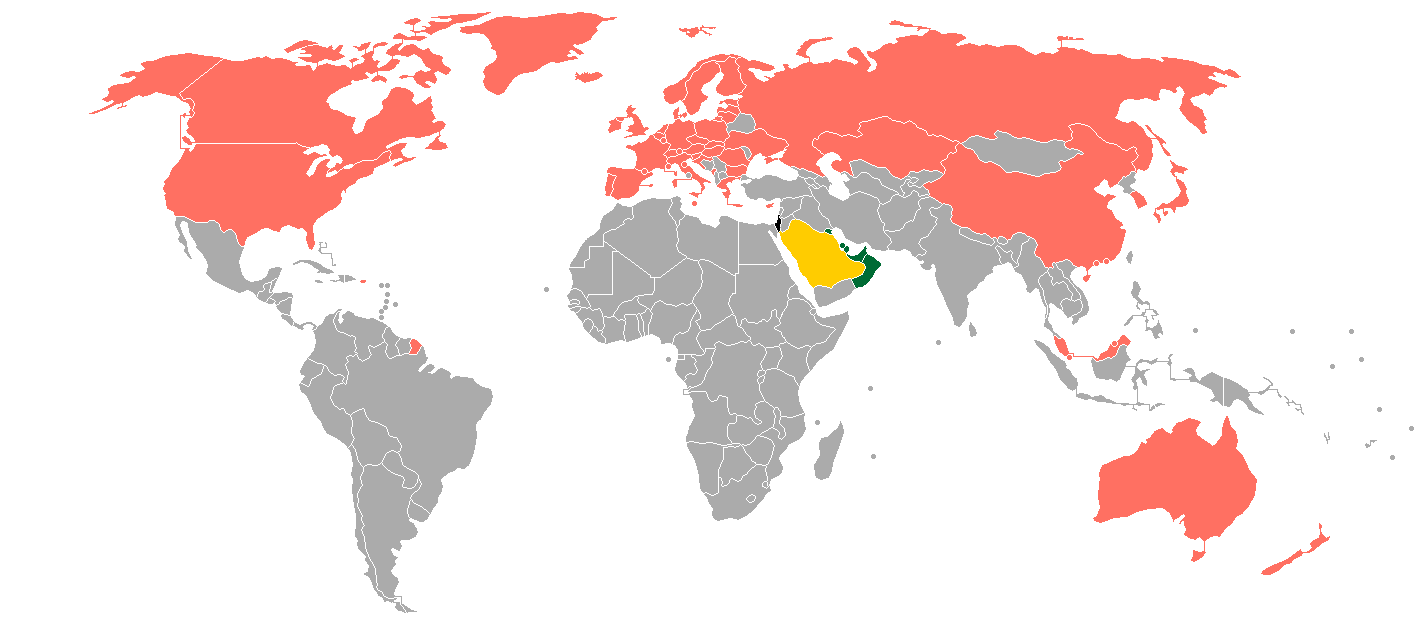
沙特阿拉伯簽證政策
沙特阿拉伯
免簽證
电子签证或落地签证
禁止入境
需要簽證

## 免签证
以下五个国家的公民持身份證可免簽證進入沙特：
| - 巴林 - 科威特 - 阿曼 - 阿联酋 |

持法国外交和公務護照者進入沙特也可豁免簽證申請。

## 电子签证或落地签证

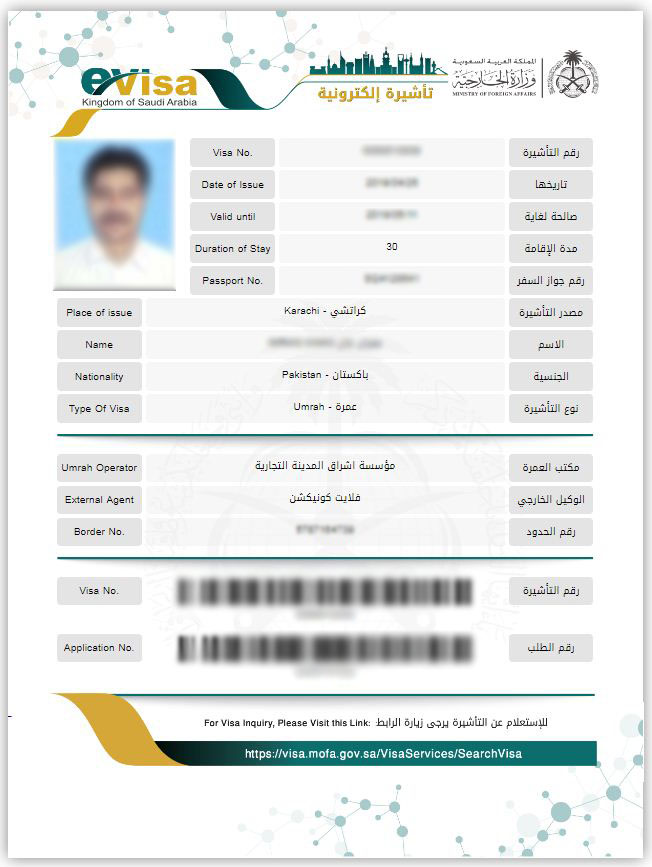
沙特阿拉伯副朝觐电子签证样本

2019年9月27日起，沙特当局开始签发旅游签证，持有下列51个国家或地区护照的旅客可在线上缴费办理电子签证或在抵达沙特阿拉伯时办理落地签证，签证有效期为90天。
| - 全体欧盟成员国公民 \| - 安道尔 - 加拿大 - 中国大陆 - 香港 - 冰島 - 日本 \| - 列支敦斯登 - 澳門 - 马来西亚 - 摩納哥 - 蒙特內哥羅 - 新西兰 \| - 挪威 - 俄羅斯 - 圣马力诺 - 新加坡 - 瑞士 - 臺灣 - 乌克兰 - 英国 - 美国 \| \| |                                                               |                                                                          |  |
| - 安道尔 - 加拿大 - 中国大陆 - 香港 - 冰島 - 日本 | - 列支敦斯登 - 澳門 - 马来西亚 - 摩納哥 - 蒙特內哥羅 - 新西兰 | - 挪威 - 俄羅斯 - 圣马力诺 - 新加坡 - 瑞士 - 臺灣 - 乌克兰 - 英国 - 美国 |  |

## 禁止入境
- 以色列：以色列公民和所有國籍人士如持有以色列政府機關發出的文件和許可，包括以色列護照、以色列簽證和出入境蓋章一律禁止入境。但有一种例外情况，信仰伊斯兰教的阿拉伯裔以色列人可申请朝圣签证入境沙特。

## 朝圣签证
所有人士均可申請朝聖簽證進入沙特阿拉伯，需要向持牌旅行社申請，並於伊斯蘭曆10月中至11月25日期間的任何一天出發前往
穆斯林女士必須有至少一名十八歲以上的男性親屬陪同，方可前往麥加朝聖或副朝聖。如該女士年滿45歲，可與多名同齡的女士一同前往，但必需要有一名當地領隊陪同，直至行程結束。

## 改革計劃
2013年12月，沙特阿拉伯歷史性首次對外發出旅遊簽證，沙特阿拉伯理事會成立沙特旅遊及遺產委員會，並在沙特內政及外交部授權下進行簽證審核工作。不過有關簽證計劃僅推出約3個月就被宣佈取消。儘管沙特政府在2014年12月重申今後不會再推出有關計劃，但後來在2016年4月，時任王儲穆罕默德·本·納伊夫·本·阿卜杜勒-阿齊茲·阿勒沙特表示會重新推出旅遊簽證，作為沙特願景2030計劃的一部份，目的是希望沙特阿拉伯能在未來發展多元產業，以擺脫依賴生產石油的單一工業。除了重推旅遊簽證外，Uber和六面旗樂園的進駐也被視為沙特發展旅遊產業的開端。
2017年11月，沙特政府正式重新對外簽發旅遊簽證，並在2018年1月設立網上簽證申辦系統，給予以下國家和地區的護照持有人在網上申請簽證：
| - 所有申根區成員國 - 日本 - 马来西亚 | - 新加坡 - 南非 - 中華民國 - 美国 |  |

未滿30歲的女士必須由當地領隊陪同。非穆斯林的外籍人士不得持旅遊簽證進入麥加和麥地那市中心。
沙特的旅遊簽證法案原定於2018年3月末推出 。然而在2018年3月，沙特旅遊及遺產委員會表示仍在準備通過，並把推出日期改為同年首季推出
2018年9月25日，沙特體育委員會推出新的電子簽證計劃：「沙歷國際活動簽證（Sharek International Events Visa (SIEV)）」 ，所有人士在購買指定體育賽事、演唱會或文藝節入場門票可以在其sharek.sa 官方網頁 （页面存档备份，存于）申請。沙歷簽證有效期一般包含活動期和前後數天，申請者在繳付640沙特里亞爾後將會獲得一張為期三十天的單次出入簽證，並可在任何一入境管制站進入沙特阿拉伯。據阿聯酋通訊社報導，沙特現僅開放該系統予美國護照持有人申請，未來將會擴展至所有申根區國家、澳洲、日本、南韓、南非、汶萊、馬來西亞和新加坡的護照持有人。
2019年3月2日，沙特阿拉伯宣布了全新簽證類別，將為外國遊客發出往沙特參加體育、娛樂和商務活動的簽證。
根據《華爾街日報》2019年3月5日報導：“沙特官員計劃允許美國公民、歐洲、日本和中國大部分地區人民免簽證進入沙特阿拉伯旅遊，相關人士透露有關政策可能為2019年末開始免簽證進入沙特阿拉伯旅遊，或是在抵達時辦理落地簽證，並表示 “這項措施是為了令遊客到訪沙特阿拉伯和前往鄰近阿拉伯旅遊熱點（如：杜拜）一樣容易。”
2019年9月27日，沙特阿拉伯推出了電子簽證計劃，允許49個國家的旅客在旅行前或抵達時申請簽證。一次入境簽證有效期為一個月，而多次入境簽證則可以停留三個月。簽證費用為$440沙特里亞爾（約117美元），當中包含健康保險費，而前往沙特的遊客必須遵守沙特阿拉伯在其旅遊網站上提到的規定。
2019年10月，沙特阿拉伯修改有關旅遊政策，並宣布將允許外國男女在不用證明他們有關聯的情況下共享酒店客房。沙特旅遊與民族遺產委員會表示，只有沙特國民才需要在入住酒店時提供家庭身份證或關係證明。此外，包括沙特阿拉伯在內的所有女性都可以通過在登記入住時提供身份證件自行預訂和入住酒店。

## 參閱
- 沙特公民簽證要求
- 沙特阿拉伯護照